# 사노 히로코
사노 히로코(일본어: 佐野 弘子, 1983년 2월 5일 ~ )는 일본의 은퇴한 여자 축구 선수이다.

## 국가대표팀 경력
그녀는 2003년 3월 19일 태국과의 경기에서 일본 국가대표팀에 데뷔했다.

## 통계
| 일본 | 일본 | 일본 |
| 연도 | 출전 | 득점 |
| ---- | ---- | ---- |
| 2003 | 1    | 0    |
| 통산 | 1    | 0    |